# Buzz Communication
『Buzz Communication』（バズ・コミュニケーション）は、2011年2月16日にavex traxから発売されたAAAの6枚目のオリジナルアルバム。
シングル「ダイジナコト」と同時発売。

## 概要
- 前作『HEARTFUL』より約1年ぶりとなるAAA6枚目のオリジナルアルバム。
- 新曲5曲を含む全12曲で構成されている。
- 2011年2月28日付オリコンアルバムウィークリーチャートで初登場2位を獲得している。
- アルバムタイトルは日高光啓の考案によるもの[2]。西島隆弘は「口コミを意味するBuZZに肖り、友人に楽曲の視聴を勧められるアルバムになった。」と語っている[3]。
- 初回限定盤同梱のDVDは2枚組になっており、DISC-1に2010年9月11日に横浜アリーナで行われたライブ「AAA 5th Anniversary Premium Award at YOKOHAMA ARENA」の模様が、DISC-2に逢いたい理由等計6曲のPVが収録されている。
- mu-mo盤にはAAA史上最高の全25ヶ所26公演、約5万人を動員した「AAA Heart to ♥ TOUR 2010」に向けて各地で放送され話題となった、AAAのライブヒストリースペシャルコンテンツが外付けDVDとして収録されている。
- 全国のレンタルショップにて、プレリリース・ミニアルバム「2011.02.16 6th ALBUM “Buzz Communication”Pre-Release Special Mini Album」が販売された。
- 作曲は全曲が小室哲哉によって行われた[4]。
- このアルバムを引っ提げて「AAA BUZZ COMMUNICATION TOUR 2011」「AAA BUZZ COMMUNICATION TOUR 2011 DELUXE EDITION」を行った。

## 収録内容
CD
1. accel. [1:51]
（作曲・編曲：小室哲哉）
インスト曲。
メンバーのボーカルをサンプリングしたインスト曲。曲の終わりからノンストップで次曲に繋がっている。
タイトルの『accel.』とは、音楽用語の「accelerando」の略で、「加速する、速める」という意味。タイトル通り、曲が進むにつれて徐々にBPMが上がる。
2. PARADISE [4:57]（全員）
（作詞：kenko-p / Rap詞：日高光啓 / 作曲：小室哲哉 / 編曲：斎藤真也）
26thシングル。
アレンジを担当した斎藤真也の意図により、曲中にTRFの「CRAZY GONNA CRAZY」のシンセリフが使われている。
3. 負けない心 [4:22]（宇野・伊藤 / 日高 -Rapのみ）
（作詞：Kenn Kato / Rap詞：日高光啓 / 作曲：小室哲哉 / 編曲：ats-）
25thシングル。
プロモーションビデオやコンサートでは、1コーラス目の後にダンス用の間奏が設けられている。
4. 逢いたい理由 [4:35]（全員）
（作詞：森月キャス / Rap詞：日高光啓 / 作曲：小室哲哉 / 編曲：斎藤真也）
24thシングル。
5. one more tomorrow [5:15]（西島・浦田・日高・與・末吉）
（作詞・作曲：小室哲哉 / Rap詞：日高光啓 / 編曲：華原大輔）
新録曲。
小室が自身のラジオ番組にて、「自画自賛だけど、とても気に入っている曲」とコメントしている。
松浦勝人と東京プリンの伊藤洋介がMCを務めるニコニコ生放送の番組内で、伊藤がこの楽曲の歌詞を絶賛した。
6. Endless Fighters [4:20]（全員）
（作詞：Kenn Kato / Rap詞：日高光啓 / 作曲：小室哲哉 / 編曲：tasuku）
26thシングルのカップリング曲。
7. STEP [4:21]（全員）
（作詞：BOUNCEBACK / Rap詞：日高光啓 / 作曲：小室哲哉 / 編曲：斎藤真也）
新録曲。
8. Digest [5:41]（宇野・浦田・日高・與）
（作詞：Leonn / Rap詞：日高光啓 / 作曲・編曲：小室哲哉）
新録曲。
この曲から10曲目の「Dream After Dream 〜夢から醒めた夢〜」までノンストップで収録されている。
小室がAAAで編曲まで手がけるのはこの曲が初である。（インストを除く）
9. Love@1st Sight [4:53]（西島・日高・末吉・伊藤）
（作詞：Mio Aoyama / 作曲：小室哲哉 / 編曲：ats-）
新録曲。
曲構成は「C→A→B→C→A→B→D→A」となっており、曲の後半にサビは無く、Aメロで終わっている。
10. Dream After Dream 〜夢から醒めた夢〜 [4:16]（全員）
（作詞：Kenn Kato / Rap詞：日高光啓 / 作曲：小室哲哉 / 編曲：斎藤真也）
24thシングルのカップリング曲。
11. ダイジナコト [5:25]（全員）
（作詞・作曲：小室哲哉 / Rap詞：日高光啓 / 編曲：Sin）
27thシングル。
2010年に行われた小室のソロピアノツアーで初めて披露されている。スタッフの評判も良かった曲。
メンバーの伊藤千晃がAAAの楽曲の中で一番好きな曲として挙げている。
12. Day by day [4:31]（全員）
（作詞・作曲：小室哲哉 / Rap詞：日高光啓 / 編曲：斎藤真也）
25thシングルのカップリング曲。
13. WOW WAR TONIGHT 〜時には起こせよムーヴメント [6:21]（全員）
（作詞・作曲：小室哲哉、編曲：ats-）
25thシングルの収録カバー曲。
mu-moショップ限定盤のみ収録。
14. DEPARTURES [5:29]（全員）
（作詞・作曲：Tetsuya Komuro、編曲：ats-）
26thシングルの収録カバー曲。
mu-moショップ限定盤のみ収録。
15. 恋しさと せつなさと 心強さと [4:23]（全員）
（作詞：Tetsuya Komuro・Mitsuhiro Hidaka（ラップ詞）、作曲：Tetsuya Komuro、編曲：渡辺徹）
27thシングルの収録カバー曲。
mu-moショップ限定盤のみ収録。

CD mu-moショップ限定盤
1. Think about 5th AAA Anniversary〜season1〜 (12:06)
2. Think about 5th AAA Anniversary〜season2〜(12:55)
3. Think about 5th AAA Anniversary〜season3〜 (12:39)
4. Think about 5th AAA Anniversary〜season4〜 (12:32)
5. Think about 5th AAA Anniversary〜season5〜 (11:12)
6. Think about 5th AAA Anniversary〜season6〜(16:00)

DVD mu-moショップ限定盤 (外付けDVD)
1. AAA TOUR ヒストリー

DVD 初回限定盤 (DISC-1)
『AAA 5th Anniversary Premium Award at YOKOHAMA ARENA』
1. BLOOD on FIRE
2. Friday Party
3. きれいな空
4. DRAGON FIRE
5. ハレルヤ
6. Shalala キボウの歌
7. ハリケーン・リリ、ボストン・マリ
8. ソウルエッジボーイ
9. Let it beat!
10. "Q"
11. チューインガム
12. Samurai heart-侍魂-
13. Get チュー!
14. 唇からロマンチカ
15. SUNSHINE
16. Red Soul
17. MIRAGE
18. BEYOND〜カラダノカナタ
19. MUSIC!!!
20. 旅ダチノウタ
21. Break Down
22. Hide-away
23. Heart and Soul
24. 逢いたい理由
25. 負けない心

DVD 初回限定盤 (DISC-2)
1. 逢いたい理由 [Music Clip]
2. Dream After Dream 〜夢から醒めた夢〜 [Music Clip]
3. 負けない心 [Music Clip]
4. PARADISE [Music Clip]
5. ダイジナコト [Music Clip]
6. STEP [Music Clip]

DVD CD+DVD盤
CD
1. accel.
2. PARADISE
3. 負けない心
4. 逢いたい理由
5. one more tomorrow
6. Endless Fighters
7. STEP
8. Digest
9. Love@1st Sight
10. Dream After Dream 〜夢から醒めた夢〜
11. ダイジナコト
12. Day by day

DVD
1. 逢いたい理由 [Music Clip]
2. 逢いたい理由 [Music Clip Making]
3. Dream After Dream 〜夢から醒めた夢〜 [Music Clip]
4. Dream After Dream 〜夢から醒めた夢〜 [Music Clip Making]
5. 負けない心 [Music Clip]
6. 負けない心 [Music Clip Making]
7. PARADISE [Music Clip]
8. PARADISE [Music Clip Making]
9. ダイジナコト [Music Clip]
10. ダイジナコト [Music Clip Making]
11. STEP [Music Clip]
12. STEP [Music Clip Making]